# گره بادر ماینهوف
عقده (گره) بادِر ماینهوف (به آلمانی: Der Baader Meinhof Komplex) فیلمی است آلمانی، محصول سال ۲۰۰۸، به کارگردانی اولی اِدِل. فیلم بر اساس کتابی به همین نام از اشتفان آوست، سردبیر سابق مجلهٔ اشپیگل ساخته شده‌است.
گره بادر ماینهوف داستان ظهور و سقوط گروه شبه‌نظامی فراکسیون ارتش سرخ (اِر. آ. اِف)، از سال ۱۹۶۷ تا پاییز سال ۱۹۷۷ (پاییز آلمان) و وقایع مرتبط را بازگو می‌کند.
گره بادر ماینهوف (قبل از اکران عمومی) به عنوان نمایندهٔ رسمی آلمان برای شرکت در ۸۱امین مراسم جایزه اسکار معرفی شد.

## بازیگران و نقش‌ها
| بازیگر           | نقش               |
| ---------------- | ----------------- |
| موریتز بلایب‌تروی | آندریاس بادر      |
| مارتینا گدک      | اولریکه ماینهوف   |
| یوهانا ووکالک    | گودرون انزلین     |
| استیپه ارتسگ     | هولگر ماینس       |
| نادیا اوهل       | بریگیته مون‌هاوپت  |
| سیمون لیشت       | هورست ماهلر       |
| وینتسنس کیفر     | پتر-یورگن بوک     |
| دانیل لوماچ      | کریستیان کلار     |
| سباستیان بلمبرگ  | رودی دوچکه        |
| برونو گانتس      | هورست هرولد       |
| آلکساندر هلد     | زیگفرید بوباک     |
| برند اشتگمان     | هانس مارتین شلایر |